# Karekin I
Karekin I, (in armeno Գարեգին Ա? pronuncia armeno orientale: Garegin nato Neshan Sarkissian) (Kasab, 27 agosto 1932 – Echmiadzin, 29 giugno 1999), è stato un vescovo cristiano orientale siriano, Catholicos di tutti gli Armeni dal 1994 al 1999. Precedentemente era stato Catholicos di Cilicia dal 1983 al 1995 con il nome di Karekin II (armeno: Գարեգին Բ).

## Biografia
Battezzato Neshan Sarkissian, nacque a Kasab, in Siria, dove frequentò la scuola elementare armena. Nel 1946 fu ammesso al Seminario Teologico del Catholicosato di Cilicia e nel 1949 fu ordinato diacono. Nel 1952 fu ordinato come prete celibe, assumendo il nome di Karekin.
Nel 1955 presentò la sua tesi di dottorato e fu elevato al grado ecclesiastico Vardapet. Nell'anno seguente fu membro della facoltà del seminario teologico ad Antelias, in Libano. In seguito studiò due anni teologia a Oxford e scrisse The Council of Chalcedon and the Armenian Church, pubblicato nel 1965 a Londra.
La sua carriera avanzò rapidamente e dopo diversi importanti e delicati incarichi fu eletto Catholicos del Catholicosato di Cilicia nel 1977, servendo come Catholicos Coadiutore fino alla scomparsa del Catholicos Khoren I, avvenuta nel 1983, quando diventò pienamente Catholicos della Grande Casa di Cilicia. Come Catholicos fu molto attento all'educazione religiosa e modernizzò e promosse il seminario teologico. Inoltre compì numerosi viaggi: Libano, Siria, Iran, Cipro, Stati Uniti, Canada, Kuwait e gli stati arabi del Golfo.
Fu un attivo fautore dell'ecumenismo, con visite al Papa Giovanni Paolo II, all'Arcivescovo di Canterbury, alla Chiesa Riformata Svizzera, alle Chiese Luterane di Danimarca e Germania e a Shenouda III della Chiesa Copta.
Nel 1989 fu eletto presidente onorario del Consiglio delle Chiese del Medio Oriente.
Karekin scrisse diversi libri in armeno, inglese e francese e pubblicò diversi articoli e studi di teologia, armenistica, filosofia, etica e letteratura in diversi periodici.
Dopo la morte del Catholicos Vazgen I nel 1994, fu eletto, da un'Assemblea Ecclesiastica Nazionale composta da 400 delegati, Catholicos di tutti gli Armeni con il nome di Karekin I.
Nel novembre del 1998 si sottopose a una cura contro il cancro a New York. Aveva nominato l'arcivescovo Karekin Nersessian, il futuro Karekin II, Vicario Generale.

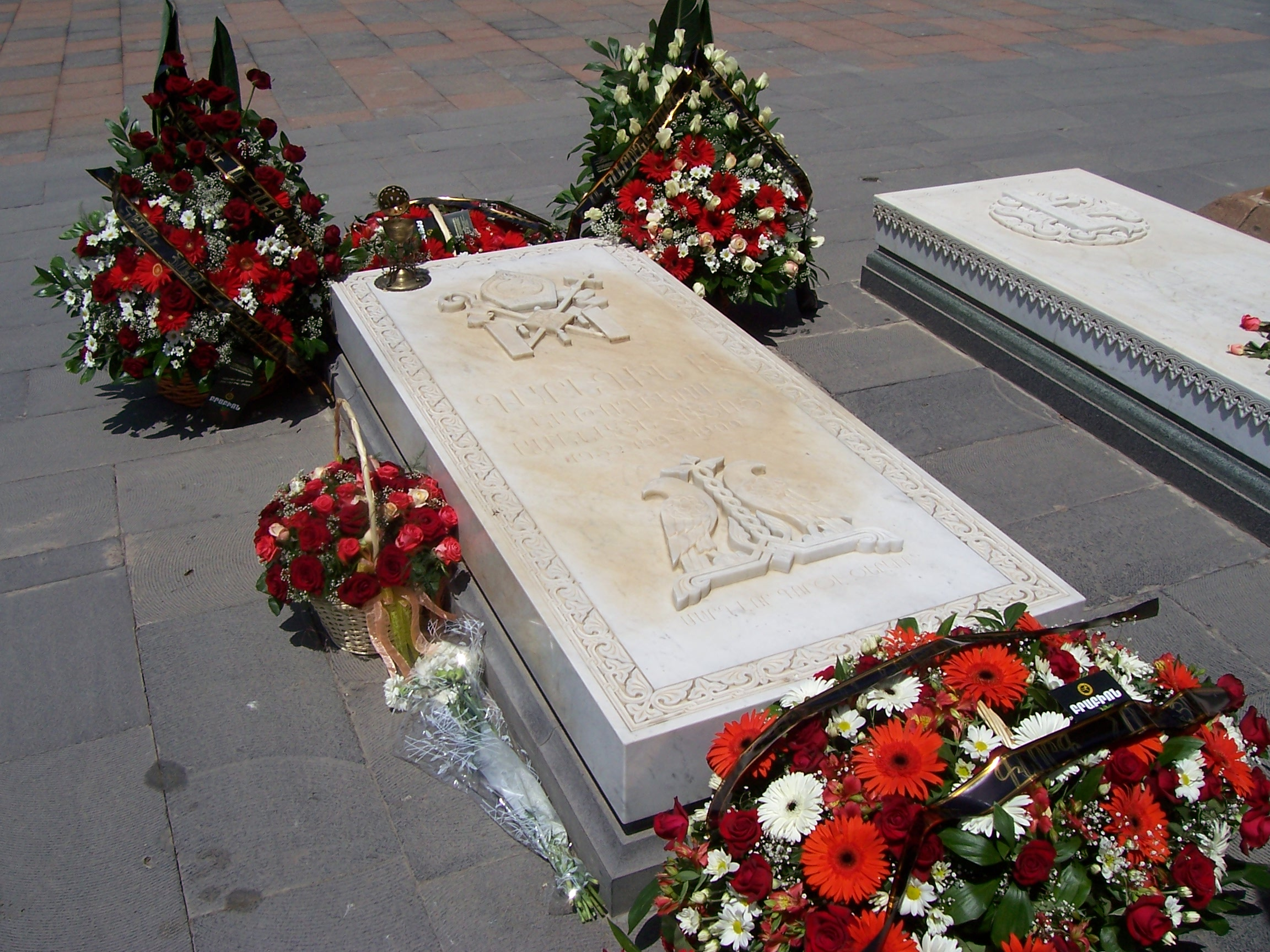
Tomba del Catholicos Supremo di tutti gli Armeni Kakerin I.

Karekin I morì a Echmiadzin il 29 giugno 1999.